# Turpial capnegre
El turpial capnegre (Icterus prosthemelas) és un ocell de la família dels ictèrids (Icteridae).

## Hàbitat i distribució
Habita espesures de matolls i boscos de l'Amèrica Central, des del sud-est de Mèxic, a través de Costa Rica, fins l'oest de Panamà.